# Fulgencio (Modern Family)
Fulgencio é o décimo terceiro episódio da quarta temporada da série Modern Family. O episódio foi exibido originalmente pela ABC no dia 23 de janeiro de 2013 nos EUA.

## Sinopse
A Mãe de Glória, Pilar, e sua irmã Sonia saem da Colômbia para visita para Glória e junto com elas trazem um monte de tradições, nomes de bebê e um monte de bagagem da família. Enquanto isso, ninguém parece ter a confiança de que Phil será capaz de ajudar com os problemas das crianças. Lily pegou alguns hábitos ruins, então Mitchell e Cameron esforçam-se ao máximo para cuidar de seus problemas e dar a ela um bom exemplo.

## Audiência
Na sua transmissão original americana, "Fulgencio", foi visto por cerca de 10.830 mil famílias de acordo com a Nielsen Media Research. O episódio teve uma queda de audiência de 1.018 milhões de pessoas em comparação com o episódio anterior "Party Crasher". Modern Family ganhou 8.4/10 estrelas no IMDb baseado na resenha de 105 leitores.